# Ингманн, Йёрген
Йёрген Ингманн (дат. Jørgen Ingmann; 26 апреля 1925, Копенгаген — 21 марта 2015) — датский гитарист, в дуэте с женой Гретой победивший на конкурсе песни «Евровидение» 1963 года, исполнив песню «Dansevise».

## Биография
С 10 лет играл на скрипке. С 1945 по 1958 год работал с одним из самых известных в Дании джазовых музыкантов Свеном Асмуссеном. Затем выступал в сольных программах как «Йёрген Ингманн и его гитара». Под этим именем записал в 1961 году альбом «Apache», который занял 1-е место в английских чартах, 2-е — в американских, 4-е — в канадских и 6-е — в западногерманских. В 1956 году вступил в брак с молодой певицей Гретой Клемменсен, с которой они образовали дуэт, ставший вскоре популярным в Скандинавии с песней «Просто прогуливаясь под дождем» (дат. Blot slentre gennem regn). После победы на конкурсе Dansk Melodi Grand Prix в 1963 году, дуэт представлял Данию на конкурсе песни «Евровидение», где также завоевал первое место с песней «Dansevise».
В 1975 году Йёрген развёлся с Гретой и после этого выступал с собственным квартетом и в качестве внештатного гитариста, пока в 1984 году не попрощался со сценой из-за длительной болезни.
Умер 21 марта 2015 года на 90-м году жизни, оставив после себя двоих детей и пять внуков.

## Память
В 2003 году вышла книга Хенрика Кристоферсена «Грета и Йёрген Ингманны» (дат. Grethe & Jørgen Ingmann).
В 2010 году в Стеклянном зале Тиволи (дат. Glassalen i Tivoli) был поставлен спектакль «Солнечный луч в луже» (дат. Et solstrejf i en vandpyt), посвящённый жизни и творчеству Йёргена и Греты Ингманнов.